# 中国铁路发展史

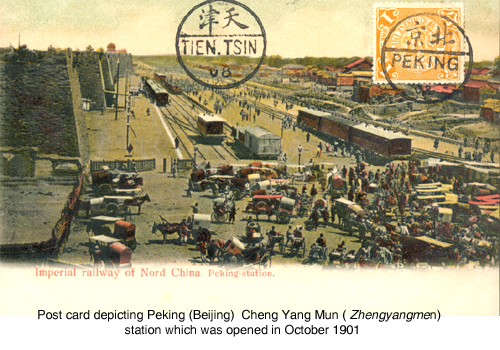
1901年寄往天津的明信片，图案为北京正阳门车站

中国铁路建设始于晚清时期，鐵路建设对中国社会发展产生了深远的影响并在经济、军事等方面起到了重要的作用。在铁路建成之前，中国的交通网络很差，很多道路刚刚开始建设，大运河每年承载着800万吨物资南北流转，驿道上马蹄声不绝于耳。1876年，上海吴淞一条由英国怡和洋行修建的吴淞铁路通车。虽然这条铁路在次年就被清政府赎回拆除，但它标志着中国铁路运输的开端。1881年，唐胥铁路完工，这是中国人自己修建的第一条铁路。1912年，全长1009公里的津浦铁路全线贯通，这条耗时四年修建的大动脉，将华北平原与长江流域紧紧相连。1936年，KF1型蒸汽机车上线运行，时速可达120公里。然而到了抗日战争，全国半数铁路陷入瘫痪，铁路列车60%都在运输军需物资。
中国南方地区虽然很早就开始修筑铁路以联系主要市镇和主要海港，但是直至新中国成立前整个南方一直缺乏联结成网络的铁路系统。内战及战后初期的另一个铁路修筑里程碑位于川渝地区。第一条电气化铁路宝成铁路于1958年竣工，极大的促进了中国中西部的开发。随着大三线建设全面展开，铁路成为运送矿物和居民出行的主要方式。到1978年，铁路货运量已达11亿吨，承担着全国一半的货运任务。虽然客车平均时速只有46公里，但有效的便利了部分偏远地区的出行。
改革开放之后，柴油电力机车的使用使得运营更加高效，需要更少的铁路工人和维修工人。随着汽车和航空业的发展，以及社会经济发展水平的提高，铁路业在客货运输中所占的份额逐年减少。1997年4月1日，中国铁路第一次大提速拉开帷幕。京沪线列车时速首次突破140公里。2004年，第五次大提速后开行"Z"字头的直达特快列车。2008年8月1日，京津城际铁路开通运营，中国正式迈入高铁时代。2017年，复兴号动车组在京沪高铁投入运营，这列拥有完全自主知识产权的高速列车，标志着中国高铁技术已跻身世界前列。2023年，中国高铁运营里程已达4.2万公里，占全球高铁总里程的三分之二。京沪高铁年运送旅客2.3亿人次，成为世界上最繁忙的高铁线路。在试验线上，"和谐号"曾创下时速487.3公里的纪录。截止2022年，中国大陆拥有世界上第二大铁路系统，铁路里程已逾15万公里。
目前中国铁路网客货运总量仍十分可观。中国铁路联系着全国各城镇乃至国外，大量运送的旅客、货柜、煤炭、行包和石油，在经济发展中起重要作用。从1978年至2023年，中国铁路运量增长800％，铁路运输占运输市场份额的24.3%，高于西方发达国家。

## 清朝晚期（1865-1911）

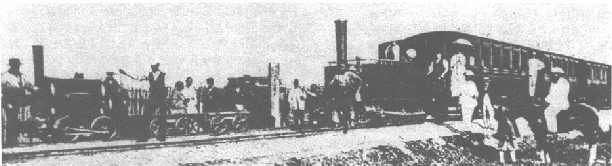
1876年7月3日，吴淞铁路通车

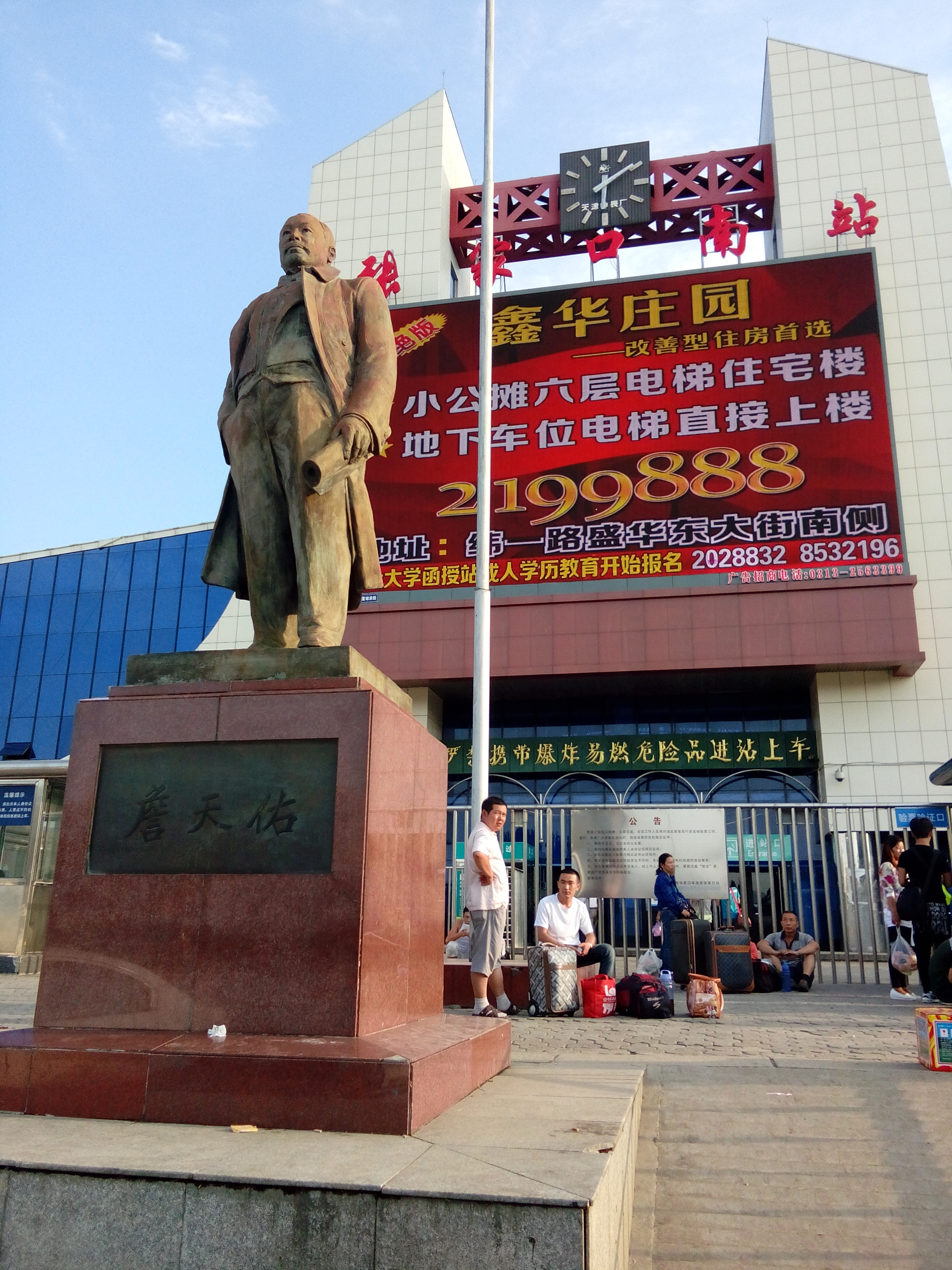
詹天佑铜像，张家口南站

中国是自19世纪起，随日本及印度之后第三个修建铁路的亚洲国家。
早在1865年，中国国门在鸦片战争中被英国以炮舰外交打开后，英国商人杜兰德（Durand）为了向清政府宣传铁路的优越性，在北京宣武门外自資修建了0.5公里長的一小段“展览铁路”。虽然这条小“铁路”仅是展示铁路的原理而无实际用途，但这是铁路这一新兴事物史上首次公开出现在中国人的眼前，令京城充满恐惧。据徐珂的《清稗类钞》记载，“英人杜兰德于同治乙丑七月，以长可里许之小铁路一条，敷于京师永宁门（宣武门）外之平地，以小汽车驶其上，迅疾如飞，京人诧为妖物。”后来步军统领衙门随即以“观者骇怪”为由急忙拆除该铁路，才平息了一场风波。
1876年：中国第一条真正营运鐵路是清朝光緒二年（1876年）由英國怡和洋行擅自舖設的吳淞鐵路（上海～吳淞），全长14.5公里。因当时无论是清政府还是民众对铁路都十分保守顽固，视铁路如洪水猛兽，通車营运一年後（1877年）就被清政府以28万5千两白银赎买，即被拆除。雖然当时清廷许多保守派人士对修筑铁路存在极抗拒心态，但受「師夷之長技以制夷」的思想影响，清政府开始了洋务运动，由国外引进科学技术，其中铁路的地位尤为重要，这可从李鸿章之言“富強之勢，遠不逮各國者，察其要領，固由兵器兵船講求未精，亦由未能興造鐵路之故……若論切實辦法，必籌造鐵路而後能富強”可见一斑。而在“洋务派”官员的推动下，如李鸿章、劉銘傳等人，中国的铁路建设仍然缓缓推进。

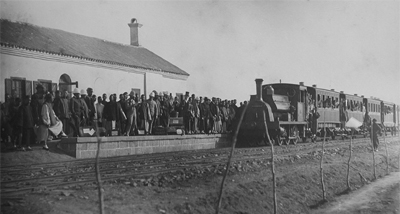
唐胥鐵路胥各莊站（1882年）

1881年：中国第二條鐵路也是首条清廷主张兴建的官办标准轨距铁路，是光緒七年（1881年）由直隸總督李鴻章下令舖設的唐胥鐵路（河北省唐山～胥各莊），全长9.2公里。为了将唐山附近开滦煤矿的煤运出去，经清廷批准，聘英国人金达为总工程师，由开平矿务局集资修筑唐胥铁路。但李鸿章为避免激起反对，起初只以骡马为动力，至光緒八年（1882年）才開始使用蒸汽機車牵引。光绪十年（1884年）中法战争后，洋务派为了军事的需要，积极提倡兴筑铁路。为把唐胥铁路延伸到芦台，李鸿章在开平矿务局下设运煤铁路公司——开平铁路公司，成为中国第一个自办的铁路公司。1886年唐胥铁路延伸到芦台，1888年又延伸到塘沽和天津，為唐津鐵路。唐津鐵路后又于1890年、1892年、1893年分别延伸至古冶、滦州和山海关，改称津榆铁路。
1887年：台灣第一條客貨兩用鐵路係由劉銘傳擔任台灣巡撫期間建成。當時的路線為基隆—新竹（後來曾計畫延伸至台南，但並未實現）。1887年（清光緒13年），劉銘傳奏請興建台灣鐵路，清廷准許自籌工款後即前往南洋招商，同年4月於台北大稻埕開工。規格上採用英國人馬德利所設計軌距為3呎6吋（1,067mm）的鐵路。1891年（光緒17年）10月，基隆—大稻埕段通車，設有水返腳、錫口、大稻埕等站，長28.6公里。繼任巡撫邵友濂續築大稻埕—新竹段，最終於1893年通車至新竹，全長78.1公里。全線共16站，總長106.7公里。
十九世纪后期，英、法、俄、日等国多次侵入中國，強迫中國與之簽定不平等條約，从而在中国的土地上获得各种利益和权利，当中也包括了修筑铁路的“路权”，同时也意味着主权的损失，令列强大肆在中国掠夺资源、建立势力范围、意图瓜分中国。例如于1898年签订的《膠澳租界條約》即允许德国在山东省修築膠濟鐵路，并在沿线30华里范围内开矿挖煤。其他例子尚包括《中俄密約》（容许俄国在中国东北修筑大清東省鐵路）、《中法条约》（促使法国在云南修筑连接法属印度支那的滇越铁路）等。虽然当时中国面临沦为半殖民地国家，但这段时期中国铁路发展大大加快，在中国铁路史上有着非常重要的意义。
1902年：八国联军入侵后，慈禧太后为方便祭祖，命袁世凯主持修建新易铁路 ，该铁路是第一条完全由中国人自行设计施工的铁路，是中国首位铁路工程师詹天佑设计施工，但建成后只使用了一次。同时期，中国面临政治危机，国内要求保卫路权、自修铁路的呼声越来越大，清政府决定兴建京张铁路，作为京张铁路总工程师的詹天佑创造性地运用了“人”字型铁路，完成了在崇山峻岭修建铁路的艰巨工程，成功打破了西方的偏见。但铁路也成为推翻清政府的导火线。
1911年9月，清政府为了取得英、法、德、美四国银行的贷款，宣布把全国铁路干线收归国有，同时接收川湘鄂三省商办的川汉铁路、粤汉铁路，遂掀起了全國大規模的人民反抗運動——保路运动，湖广地区革命党人乘清政府派军前往四川镇压时造成武汉地区兵力空虚的机会，同年10月10日发动了武昌起义，促使中华民国的成立，结束了封建帝制。

## 中華民國時期（1911-1949）

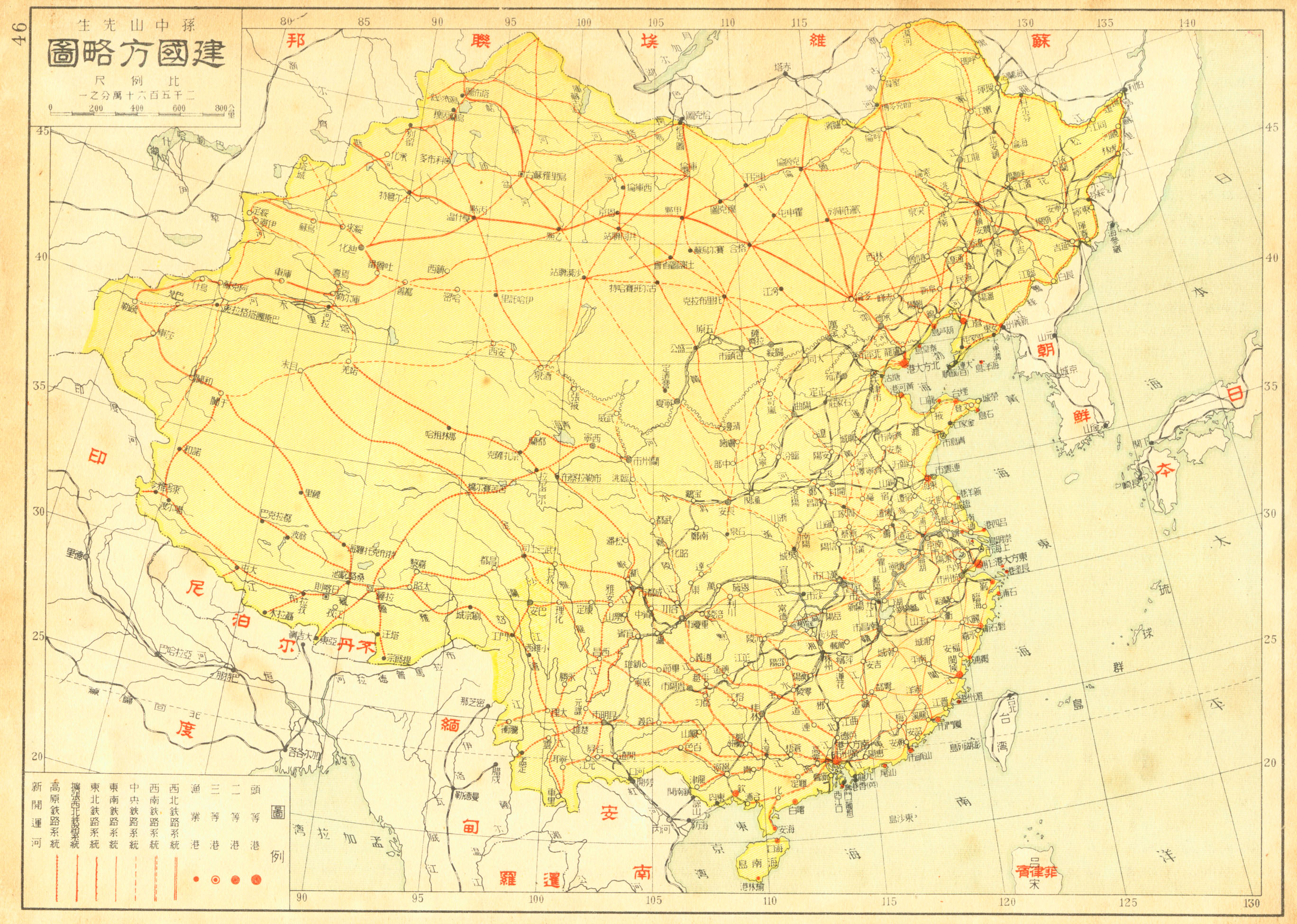
孫中山著書《建國方略》中「實業計畫」的示意圖，其中包含鐵路計畫

1912年中華民國建立後，繼續在清朝既有的基礎上持續建設鐵路。1928年國民政府完成國民革命軍北伐統一中國後，努力开展铁路建设，同年10月在行政院之下成立中華民國鐵道部，并颁布了中国第一部铁道法规——《铁道法》，还制定了一系列与铁路建设、发展相关的法律法规，主要涉及铁路运输、财政、组织等各个方面，另外又开创了以中外合作的方式筹集资金。在“黄金十年”期间中国又一次掀起了筑路高潮，中国抗日战争爆發前，国民政府以完成粤汉铁路、陇海铁路两路为重点，并在华东、华北地区修建了浙赣铁路、同蒲铁路、宁铜铁路、淮南铁路、苏嘉铁路等线。1927年至1937年间，國民政府共修鐵路3793公里（未包括同时期東三省修築的4500公里），全国铁路里程已達1.2萬公里。
1931年發生九一八事變後，日本在中国东北地区和華北扶持满洲国、汪精衛政權等傀儡政權，也同時在這些地方大力建設鐵路；1937年，中国抗日战争全面爆發，華東精華地區的鐵路幹線陸續遭到日本軍佔領。1945年抗戰勝利後，國民政府規劃進行新一波的鐵路建設計畫，但接着随之而来的第二次国共内战，令国民政府无暇兼顾铁路建设，也令铁路运输时常中断，意外频生。

## 中华人民共和国时期（1949年至今）

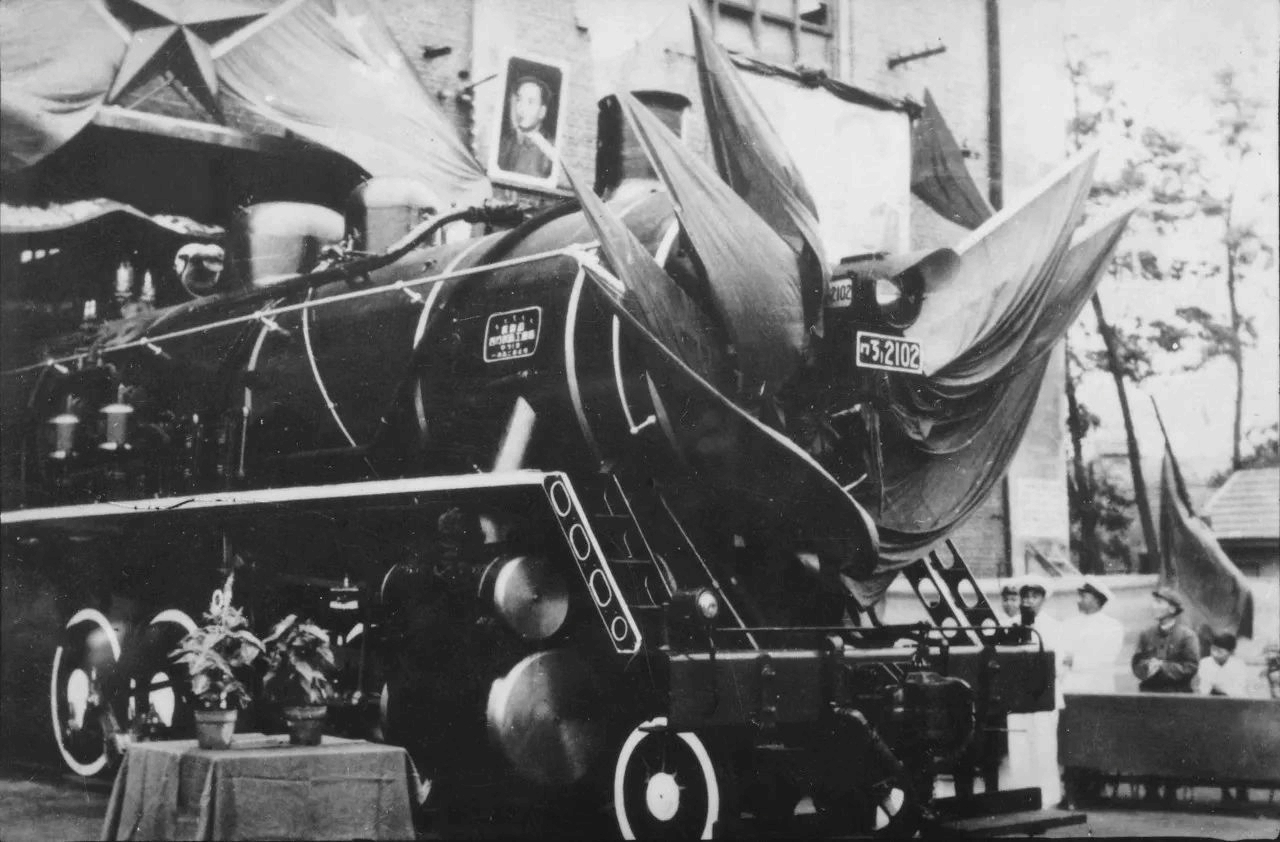
“八一号”蒸汽机车

自1876年吴淞铁路出现到1949年中华人民共和国成立，在这73年之间中国大陆已經建成23500多公里的铁路，但有近一半因受抗日战争、国共内战的破坏，處於癱瘓狀態，能夠維持通車的僅有约11000公里。1949年1月，内战尚未结束之际，中共中央已经组织成立中国人民革命军事委员会铁道部。同年10月建国时中央人民政府铁道部正式成立，滕代远被任命为首任部长，统一管理全国铁路工作，首要任务是整顿运输秩序，抢修铁路干线。到1949年底，京汉铁路、陇海铁路、浙赣铁路、南同蒲铁路、湘桂铁路等共8278公里的干线也相继恢复通车。1952年8月，青岛四方机车车辆工厂生產了第一台完全由中国独立制造的蒸汽机车“八一号”（解放型）。1954年9月，中央人民政府铁道部改称为中华人民共和国铁道部。

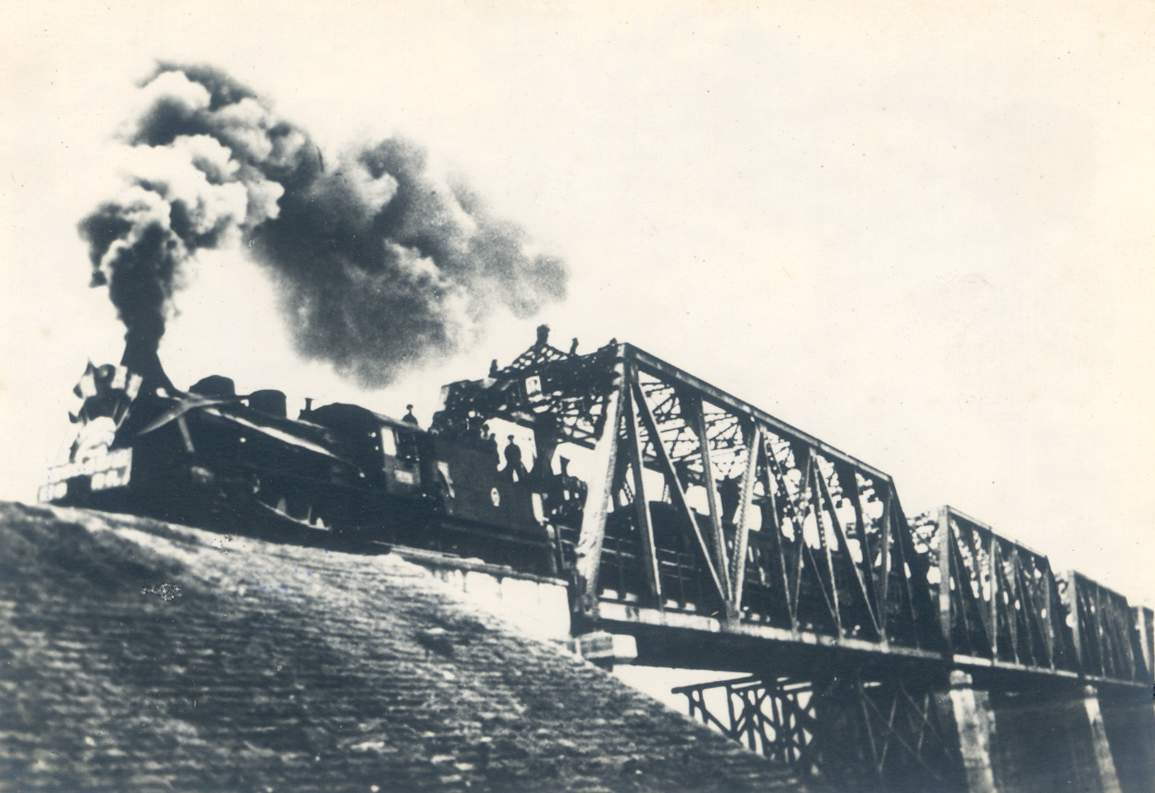
1953年7月30日，成渝铁路建成通车。

自1949年10月，中华人民共和国成立以后，中國為了發展經濟大規模進行铁路建设，而管理体制则模仿苏联的方式。1950年代初，首先決定填補西部地區的鐵路空白，開始建設成都到重慶的成渝铁路，1950年6月開工建設，1952年6月通車，成为中华人民共和国建国以后修建的第一条铁路；而一批遺留在中國東北的日本僑民技術人員也被吸纳到铁路建设队伍中，規模最大的是在1950年，有800名日本铁路技術人員被送往甘肃协助修建陇海铁路天水至蘭州段；1961年8月，宝成铁路宝鸡至凤州段电气化完成并交付营运，成为中国的第一条电气化铁路。从1953年开始，中国開始實施第一個五年计划，鐵路建設規模隨之不斷擴大，中國的鐵路進入了有計劃地大規模建設的時期。当时的铁路建设规划，是以毛澤東在1960年代作出的“三线建设”戰略決策为主调。1964年10月，大三线建设全面展开，以四川为中心，众多与国防相关的工程相继启动，并开展了西南鐵路建設大會戰。由1966年到1980年，相继建成为开发西南、西北地区的贵昆铁路、成昆铁路、川黔铁路、襄渝铁路、兰新铁路、焦枝铁路、太焦铁路等，以及为增强中部及东部地区运输能力的京通铁路、京承铁路、皖赣铁路、鹰厦铁路等铁路干线、支线100多条，全国铁路营运里程增加到49940公里，同时在长江、黄河等主要江河上修建了不少铁路桥梁，例如武汉长江大桥、南京长江大桥、兰新铁路黄河大桥等，连接了各条干线，从而基本上形成了全国铁路网的骨架。在铁路技术装备方面，也形成了自己的铁路机车、车辆、通信、信号、轨道、工程机械等工业。至1980年代末，主要干线上的客运列车已经全面使用内燃机车牵引。
在文化大革命期间，铁路运输、建设也受到影响，运输秩序一度混亂，尤其是红卫兵的大串连，令中国主要交通工具的铁路负荷大增，打乱正常运输，大批物资积压。而当时铁道部的许多干部，包括部长吕正操也受到造反派批斗。为了保障铁路运输畅通，1967年6月开始对全国铁路实行军事管制，但仍然无法避免动荡局面，运输效率低下，行车事故急剧增加。1970年6月，铁道部与交通部、邮电部下辖的邮政部合并为新的交通部。混乱的局面在1970年代初稍为好转，但至1974年“批林批孔”运动开始后，铁路运输又陷入一片混乱，各地铁路枢纽相继堵塞。至1975年1月，邓小平主持國務院日常工作，以整顿铁路为首要任务，批准铁道部由交通部分离，重新恢复了铁道部，随后颁发了《关于加强铁路工作的决定》，执行统一计划、统一指挥、统一调度，铁路运输开始恢复正常。但到1976年，受批鄧反擊右傾翻案風的影响，铁路又一次受到冲击。1976年，文革结束以后，国家工作的重点转移到社会经济建设，按照五届人大二次会议确定的“调整、改革、整顿、提高”八字方针，“铁路现代化建设”成为铁路发展的基调，到1980年底全国铁路营业里程达49940公里。
随着改革开放的实施，人口流动日趋频繁，经济发展令铁路的运输压力日益增加，也推进着铁路发展。由1970年代末至1980年代初，中国大陆的铁路运输负荷极重，“乘车難”是當時突出的社會問題，旅客購買车票十分困難，列车超載也很嚴重。货运方面的能力也不足，使得各地生產的產品大量积压。從“八五”規劃開始，國家开始把能源和交通運輸作為國民經濟發展的重點，不断加大对交通運輸建設的投資。1980年代提出“南攻衡廣、北戰大秦、中取華東”3個鐵路建設重点方向，到1990年代又提出“强攻京九、蘭新，速戰寶中、侯月，再取華東、西南”。到了1990年代末，已经先后建成京九线、南昆线、大秦线、寶中线、侯月线等一批铁路干线，以及包括京广铁路衡广段、兰新铁路在内的复线电气化工程，全国铁路的营业里程已达66428公里。同时，除了扩大铁路网，铁路也以“提速”为发展战略。1994年中国铁路旅客列车平均旅行速度只有48.3公里/小时，远远落后于其他发达国家。为了提高铁路在运输市场中的竞争力、扩大运输能力，1996年4月1日，沪宁铁路率先开行中国第一列快速旅客列車“先行號”，開創了中国在既有線提速的先河。1997年4月1日，中國實施了第一次铁路大面积提速，从此揭开了中国铁路大提速的序幕。至今，中国已经经历了六次铁路大提速，配合高速铁路的迅速发展，列车速度普遍有了很大的提高。
2002年12月，铁道部部长刘志军首次提出“铁路跨越式发展”的战略。由于铁路运输能力已经不能适应社会日益增长的运输需求，所以“跨越式”的快速发展模式、吸收发达国家的经验，较常规发展更适合中国国情。“跨越式发展”的主要任务和目标包括：建设发达的铁路网，实现技术装备现代化，加快实现铁路的信息化，全面调整运输生产力布局，推进铁路管理体制的改革等。 
2005年1月7日，国务院常务会议通过了中国首个《中长期铁路网规划》，明确了中国铁路网中长期建设目标：到2020年，全国铁路营业里程达到10万公里，主要繁忙干线实现客货分线，复线率和电气化率分别达到50%，运输能力满足国民经济和社会发展需要，主要技术装备达到或接近国际先进水平。《规划》实施后，大批铁路建设项目，包括京津城际铁路、石太客运专线、合武铁路、合宁铁路等高速铁路，以及襄渝铁路复线、京沪铁路、胶济铁路、浙赣铁路电气化工程等既有线改造相继开工，仅2005年铁路基本建设投资就超过1000亿元人民币。
2008年11月27日，铁道部出台《中长期铁路网规划（2008年调整）》方案，《调整方案》将2020年全国铁路营业里程规划目标由10万公里调整为12万公里以上，投资总规模也由原先的2万亿调整至5万亿元人民币，对应早前中国政府公布的4万亿扩大内需投资计划，减低环球金融危机对中国的影响。